# Pseudoaulolaimus anchilocaudatus
Pseudoaulolaimus anchilocaudatus är en rundmaskart som beskrevs av Imamura 1931. Pseudoaulolaimus anchilocaudatus ingår i släktet Pseudoaulolaimus och familjen Aulolaimidae. Inga underarter finns listade i Catalogue of Life.